# Stephen O'Halloran
Stephen O'Halloran (Cobh, 29 de novembro de 1987) é um defensor irlandês jogar por Coventry City Football Club.

## Aston Villa
O'Halloran assinado por Aston Villa de Cork baseado em equipe Springfield, em julho de 2003. O jovem defensor do lado esquerdo foi emprestado a Wycombe Wanderers em outubro de 2006, e desempenhou um papel crucial na orientação das-las para as meias-finais da Taça Carling. [1] No entanto, o seu crédito escreve esgotou-se antes da segunda-leg, Wycombe e eventualmente ao Chelsea perdeu 5-1. Na sequência disto, O'Halloran foi chamado até a República da Irlanda plantel para a sua turnê da América e, posteriormente, jogou nos dois jogos, contra o Equador ea Bolívia. O'Halloran tem também representou o seu país no U15, U16, U17 e U21 nível.
O Cobh nativa, em seguida, invadiram o Villa plantel para a sua pré-temporada 2006/2007 amigáveis (mas está ainda a fazer a sua estreia pela primeira equipa). Mais tarde na temporada O'Halloran assinou um novo contrato com Aston Villa, mantê-lo no clube até 2009.